# سانت جون إليس
سانت جون إليس (بالإنجليزية: St. John Ellis)‏ هو لاعب دوري الرغبي أسترالي، ولد في 3 أكتوبر 1964 في يورك في المملكة المتحدة، وتوفي في 31 ديسمبر 2005 في كاسلفورد ‏ في المملكة المتحدة.